# Coupe du monde de saut à ski
La coupe du monde de saut à ski (FIS Ski Jumping World Cup) est une compétition annuelle organisée par la FIS. La compétition existe chez les hommes depuis 1979 avec comme point fort de la saison masculine, la tournée des quatre tremplins, qui se déroule pendant les fêtes de fin d'année.
La FIS organise depuis saison hivernale 2011-2012 une compétition féminine. Cette compétition voit se confronter l'élite du saut à ski féminin. 
Elle se déroule généralement de novembre à mars. Comme dans les autres sports régis par la FIS, la première place au classement général sur la saison est récompensé par l'attribution du Globe de cristal.

## Format
La compétition se dispute généralement entre vingt-cinq et trente épreuves sur toute la saison, chaque épreuve rapporte des points aux compétiteurs selon leurs classements.
Lors de chaque épreuve, une manche de qualification puis deux manches de concours sont organisées.
La première manche voit s'affronter cinquante sauteurs : ce sont les dix premiers présents du classement général de la coupe (ou, lors de l'épreuve d'ouverture, les dix premiers de la saison précédente), plus les quarante premiers de la manche de qualification.
Ensuite, les trente meilleurs de ce premier saut concourent pour le second saut, le classement final est établi en totalisant les performances des deux manches.
Le vainqueur marque 100 points, les autres points sont distribués de telle façon :
| Place  | 1   | 2  | 3  | 4  | 5  | 6  | 7  | 8  | 9  | 10 | 11 | 12 | 13 | 14 | 15 | 16 | 17 | 18 | 19 | 20 | 21 | 22 | 23 | 24 | 25 | 26 | 27 | 28 | 29 | 30 |
| ------ | --- | -- | -- | -- | -- | -- | -- | -- | -- | -- | -- | -- | -- | -- | -- | -- | -- | -- | -- | -- | -- | -- | -- | -- | -- | -- | -- | -- | -- | -- |
| Points | 100 | 80 | 60 | 50 | 45 | 40 | 36 | 32 | 29 | 26 | 24 | 22 | 20 | 18 | 16 | 15 | 14 | 13 | 12 | 11 | 10 | 9  | 8  | 7  | 6  | 5  | 4  | 3  | 2  | 1  |

## Palmarès général

### Hommes

#### Classement individuel
| Édition   | Or                        | Argent                | Bronze              |
| --------- | ------------------------- | --------------------- | ------------------- |
| 1979-1980 | Hubert Neuper             | Armin Kogler          | Stanisław Bobak     |
| 1980-1981 | Armin Kogler              | Roger Ruud            | Horst Bulau         |
| 1981-1982 | Armin Kogler (2)          | Hubert Neuper         | Horst Bulau         |
| 1982-1983 | Matti Nykänen             | Horst Bulau           | Armin Kogler        |
| 1983-1984 | Jens Weißflog             | Matti Nykänen         | Pavel Ploc          |
| 1984-1985 | Matti Nykänen (2)         | Andreas Felder        | Ernst Vettori       |
| 1985-1986 | Matti Nykänen (3)         | Ernst Vettori         | Andreas Felder      |
| 1986-1987 | Vegard Opaas              | Ernst Vettori         | Andreas Felder      |
| 1987-1988 | Matti Nykänen (4)         | Pavel Ploc            | Primož Ulaga        |
| 1988-1989 | Jan Boklöv                | Jens Weißflog         | Dieter Thoma        |
| 1989-1990 | Ari-Pekka Nikkola         | Ernst Vettori         | Andreas Felder      |
| 1990-1991 | Andreas Felder            | Stephan Zünd          | Dieter Thoma        |
| 1991-1992 | Toni Nieminen             | Werner Rathmayr       | Andreas Felder      |
| 1992-1993 | Andreas Goldberger        | Jaroslav Sakala       | Noriaki Kasai       |
| 1993-1994 | Espen Bredesen            | Jens Weißflog         | Andreas Goldberger  |
| 1994-1995 | Andreas Goldberger (2)    | Roberto Cecon         | Janne Ahonen        |
| 1995-1996 | Andreas Goldberger (3)    | Ari-Pekka Nikkola     | Janne Ahonen        |
| 1996-1997 | Primož Peterka            | Dieter Thoma          | Kazuyoshi Funaki    |
| 1997-1998 | Primož Peterka (2)        | Kazuyoshi Funaki      | Andreas Widhölzl    |
| 1998-1999 | Martin Schmitt            | Janne Ahonen          | Noriaki Kasai       |
| 1999-2000 | Martin Schmitt (2)        | Andreas Widhölzl      | Janne Ahonen        |
| 2000-2001 | Adam Małysz               | Martin Schmitt        | Risto Jussilainen   |
| 2001-2002 | Adam Małysz (2)           | Sven Hannawald        | Matti Hautamäki     |
| 2002-2003 | Adam Małysz (3)           | Sven Hannawald        | Andreas Widhölzl    |
| 2003-2004 | Janne Ahonen              | Roar Ljøkelsøy        | Bjørn Einar Romøren |
| 2004-2005 | Janne Ahonen (2)          | Roar Ljøkelsøy        | Matti Hautamäki     |
| 2005-2006 | Jakub Janda               | Janne Ahonen          | Andreas Küttel      |
| 2006-2007 | Adam Małysz (4)           | Anders Jacobsen       | Simon Ammann        |
| 2007-2008 | Thomas Morgenstern        | Gregor Schlierenzauer | Janne Ahonen        |
| 2008-2009 | Gregor Schlierenzauer     | Simon Ammann          | Wolfgang Loitzl     |
| 2009-2010 | Simon Ammann              | Gregor Schlierenzauer | Thomas Morgenstern  |
| 2010-2011 | Thomas Morgenstern (2)    | Simon Ammann          | Adam Małysz         |
| 2011-2012 | Anders Bardal             | Gregor Schlierenzauer | Andreas Kofler      |
| 2012-2013 | Gregor Schlierenzauer (2) | Anders Bardal         | Kamil Stoch         |
| 2013-2014 | Kamil Stoch               | Peter Prevc           | Severin Freund      |
| 2014-2015 | Severin Freund            | Peter Prevc           | Stefan Kraft        |
| 2015-2016 | Peter Prevc               | Severin Freund        | Kenneth Gangnes     |
| 2016-2017 | Stefan Kraft              | Kamil Stoch           | Daniel-André Tande  |
| 2017-2018 | Kamil Stoch (2)           | Richard Freitag       | Daniel-André Tande  |
| 2018-2019 | Ryōyū Kobayashi           | Stefan Kraft          | Kamil Stoch         |
| 2019-2020 | Stefan Kraft (2)          | Karl Geiger           | Ryōyū Kobayashi     |
| 2020-2021 | Halvor E. Granerud        | Markus Eisenbichler   | Kamil Stoch         |
| 2021-2022 | Ryōyū Kobayashi (2)       | Karl Geiger           | Marius Lindvik      |
| 2022-2023 | Halvor E. Granerud (2)    | Stefan Kraft          | Anže Lanišek        |
| 2023-2024 | Stefan Kraft (3)          | Ryōyū Kobayashi       | Andreas Wellinger   |
| 2024-2025 | Daniel Tschofenig         | Jan Hörl              | Stefan Kraft        |

#### Coupe des Nations
| Édition   | Or            | Argent             | Bronze          |
| --------- | ------------- | ------------------ | --------------- |
| 1979-1980 | Autriche      | Norvège            | Japon           |
| 1980-1981 | Autriche (2)  | Norvège            | Finlande        |
| 1981-1982 | Autriche (3)  | Norvège            | Finlande        |
| 1982-1983 | Norvège       | Finlande           | Autriche        |
| 1983-1984 | Finlande      | Allemagne de l'Est | Tchécoslovaquie |
| 1984-1985 | Finlande (2)  | Autriche           | Norvège         |
| 1985-1986 | Autriche (4)  | Finlande           | Norvège         |
| 1986-1987 | Norvège (2)   | Finlande           | Autriche        |
| 1987-1988 | Finlande (3)  | Tchécoslovaquie    | Norvège         |
| 1988-1989 | Norvège (3)   | Finlande           | Autriche        |
| 1989-1990 | Autriche (5)  | Tchécoslovaquie    | Finlande        |
| 1990-1991 | Autriche (6)  | Allemagne          | Finlande        |
| 1991-1992 | Autriche (7)  | Finlande           | Tchécoslovaquie |
| 1992-1993 | Autriche (8)  | Japon              | Norvège         |
| 1993-1994 | Norvège (4)   | Japon              | Autriche        |
| 1994-1995 | Finlande (4)  | Autriche           | Japon           |
| 1995-1996 | Finlande (5)  | Japon              | Autriche        |
| 1996-1997 | Japon         | Norvège            | Finlande        |
| 1997-1998 | Japon (2)     | Autriche           | Allemagne       |
| 1998-1999 | Japon (3)     | Allemagne          | Autriche        |
| 1999-2000 | Finlande (6)  | Autriche           | Allemagne       |
| 2000-2001 | Finlande (7)  | Autriche           | Allemagne       |
| 2001-2002 | Allemagne     | Autriche           | Finlande        |
| 2002-2003 | Autriche (9)  | Finlande           | Norvège         |
| 2003-2004 | Norvège (5)   | Finlande           | Autriche        |
| 2004-2005 | Autriche (10) | Finlande           | Norvège         |
| 2005-2006 | Autriche (11) | Norvège            | Finlande        |
| 2006-2007 | Autriche (12) | Norvège            | Suisse          |
| 2007-2008 | Autriche (13) | Norvège            | Finlande        |
| 2008-2009 | Autriche (14) | Finlande           | Norvège         |
| 2009-2010 | Autriche (15) | Norvège            | Allemagne       |
| 2010-2011 | Autriche (16) | Norvège            | Pologne         |
| 2011-2012 | Autriche (17) | Norvège            | Allemagne       |
| 2012-2013 | Norvège (6)   | Autriche           | Allemagne       |
| 2013-2014 | Autriche (18) | Allemagne          | Slovénie        |
| 2014-2015 | Allemagne (2) | Norvège            | Autriche        |
| 2015-2016 | Norvège (7)   | Slovénie           | Allemagne       |
| 2016-2017 | Pologne       | Autriche           | Allemagne       |
| 2017-2018 | Norvège (8)   | Allemagne          | Pologne         |
| 2018-2019 | Pologne (2)   | Allemagne          | Japon           |
| 2019-2020 | Allemagne (3) | Autriche           | Norvège         |
| 2020-2021 | Norvège (9)   | Pologne            | Allemagne       |
| 2021-2022 | Autriche (19) | Slovénie           | Allemagne       |
| 2022-2023 | Autriche (20) | Norvège            | Slovénie        |
| 2023-2024 | Autriche (21) | Slovénie           | Allemagne       |
| 2024-2025 | Autriche (22) | Allemagne          | Norvège         |

#### Vol à Ski
| Édition   | Or                        | Argent                       | Bronze                          |
| --------- | ------------------------- | ---------------------------- | ------------------------------- |
| 1990-1991 | Stephan Zünd              | Stefan Horngacher            | Ralph Gebstedt                  |
| 1991-1992 | Werner Rathmayr           | Andreas Goldberger           | Andreas Felder                  |
| 1992-1993 | Jaroslav Sakala           | Didier Mollard               | Andreas Goldberger              |
| 1993-1994 | Jaroslav Sakala (2)       | Espen Bredesen               | Roberto Cecon                   |
| 1994-1995 | Andreas Goldberger        | Takanobu Okabe               | Roberto Cecon                   |
| 1995-1996 | Andreas Goldberger (2)    | Janne Ahonen                 | Christof Duffner                |
| 1996-1997 | Primož Peterka            | Takanobu Okabe               | Kazuyoshi Funaki                |
| 1997-1998 | Sven Hannawald            | Kazuyoshi Funaki             | Andreas Widhölzl Primož Peterka |
| 1998-1999 | Martin Schmitt            | Noriaki Kasai                | Hideharu Miyahira               |
| 1999-2000 | Sven Hannawald (2)        | Janne Ahonen                 | Tommy Ingebrigtsen              |
| 2000-2001 | Martin Schmitt(2)         | Adam Małysz                  | Risto Jussilainen               |
| 2008-2009 | Gregor Schlierenzauer     | Harri Olli                   | Simon Ammann                    |
| 2009-2010 | Robert Kranjec            | Gregor Schlierenzauer        | Simon Ammann                    |
| 2010-2011 | Gregor Schlierenzauer (2) | Martin Koch                  | Thomas Morgenstern              |
| 2011-2012 | Robert Kranjec (2)        | Martin Koch                  | Simon Ammann                    |
| 2012-2013 | Gregor Schlierenzauer (3) | Robert Kranjec               | Andreas Stjernen                |
| 2013-2014 | Peter Prevc               | Noriaki Kasai                | Gregor Schlierenzauer           |
| 2014-2015 | Peter Prevc (2)           | Severin Freund               | Jurij Tepeš                     |
| 2015-2016 | Peter Prevc (3)           | Robert Kranjec               | Johann André Forfang            |
| 2016-2017 | Stefan Kraft              | Andreas Wellinger            | Kamil Stoch                     |
| 2017-2018 | Andreas Stjernen          | Kamil Stoch Robert Johansson |                                 |
| 2018-2019 | Ryōyū Kobayashi           | Markus Eisenbichler          | Piotr Żyła                      |
| 2019-2020 | Stefan Kraft (2)          | Timi Zajc                    | Piotr Żyła                      |
| 2020-2021 | Karl Geiger               | Ryōyū Kobayashi              | Markus Eisenbichler             |
| 2021-2022 | Žiga Jelar                | Timi Zajc                    | Stefan Kraft                    |
| 2022-2023 | Stefan Kraft (3)          | Halvor E. Granerud           | Anže Lanišek                    |
| 2023-2024 | Daniel Huber              | Stefan Kraft                 | Peter Prevc                     |
| 2024-2025 | Domen Prevc               | Anže Lanišek                 | Andreas Wellinger               |

### Femmes

#### Classement individuel
| Édition   | Or                 | Argent            | Bronze             |
| --------- | ------------------ | ----------------- | ------------------ |
| 2011-2012 | Sarah Hendrickson  | Daniela Iraschko  | Sara Takanashi     |
| 2012-2013 | Sara Takanashi     | Sarah Hendrickson | Coline Mattel      |
| 2013-2014 | Sara Takanashi (2) | Carina Vogt       | Yūki Itō           |
| 2014-2015 | Daniela Iraschko   | Sara Takanashi    | Carina Vogt        |
| 2015-2016 | Sara Takanashi (3) | Daniela Iraschko  | Maja Vtic          |
| 2016-2017 | Sara Takanashi (4) | Yuki Ito          | Maren Lundby       |
| 2017-2018 | Maren Lundby       | Katharina Althaus | Sara Takanashi     |
| 2018-2019 | Maren Lundby (2)   | Katharina Althaus | Juliane Seyfarth   |
| 2019-2020 | Maren Lundby (3)   | Chiara Hölzl      | Eva Pinkelnig      |
| 2020-2021 | Nika Križnar       | Sara Takanashi    | Marita Kramer      |
| 2021-2022 | Marita Kramer      | Nika Križnar      | Urša Bogataj       |
| 2022-2023 | Eva Pinkelnig      | Katharina Althaus | Ema Klinec         |
| 2023-2024 | Nika Prevc         | Eva Pinkelnig     | Alexandria Loutitt |
| 2024-2025 | Nika Prevc (2)     | Selina Freitag    | Katharina Schmid   |

#### Coupe des Nations
| Édition   | Or             | Argent    | Bronze    |
| --------- | -------------- | --------- | --------- |
| 2011-2012 | États-Unis     | Allemagne | Japon     |
| 2012-2013 | États-Unis (2) | Slovénie  | Japon     |
| 2013-2014 | Japon          | Allemagne | Slovénie  |
| 2014-2015 | Autriche       | Japon     | Allemagne |
| 2015-2016 | Autriche (2)   | Japon     | Slovénie  |
| 2016-2017 | Japon (2)      | Allemagne | Slovénie  |
| 2017-2018 | Allemagne      | Japon     | Norvège   |
| 2018-2019 | Allemagne (2)  | Norvège   | Autriche  |
| 2019-2020 | Autriche (3)   | Norvège   | Japon     |
| 2020-2021 | Autriche (4)   | Slovénie  | Norvège   |
| 2021-2022 | Slovénie       | Autriche  | Japon     |
| 2022-2023 | Autriche (5)   | Allemagne | Slovénie  |
| 2023-2024 | Autriche (6)   | Slovénie  | Japon     |
| 2024-2025 | Allemagne (3)  | Norvège   | Autriche  |

## Palmarès par compétition

### Hommes

#### Tournée des Quatre Tremplins
| Saison | Premier               | Deuxième         | Troisième         |
| ------ | --------------------- | ---------------- | ----------------- |
| 2017   | Stefan Kraft          | Kamil Stoch      | Andreas Wellinger |
| 2018   | Kamil Stoch           | Robert Johansson | Andreas Stjernen  |
| 2019   | Ryōyū Kobayashi       | Stefan Kraft     | Robert Johansson  |
| 2020   | Kamil Stoch           | Ryōyū Kobayashi  | Marius Lindvik    |
| 2022   | Stefan Kraft          | Karl Geiger      | Ryōyū Kobayashi   |
| 2023   | Halvor Egner Granerud | Stefan Kraft     | Anže Lanišek      |
| 2024   | Stefan Kraft          | Peter Prevc      | Daniel Huber      |
| 2025   | Andreas Wellinger     | Domen Prevc      | Ryōyū Kobayashi   |

| Saison | Premier            | Deuxième          | Troisième           |
| ------ | ------------------ | ----------------- | ------------------- |
| 2018   | Kamil Stoch        | Johann A. Forfang | Daniel-André Tande  |
| 2019   | Ryōyū Kobayashi    | Piotr Żyła        | Karl Geiger         |
| 2020   | Stephan Leyhe      | Stefan Kraft      | Marius Lindvik      |
| 2021   | Halvor E. Granerud | Daniel-A. Tande   | Markus Eisenbichler |

| Saison | Premier         | Deuxième            | Troisième            |
| ------ | --------------- | ------------------- | -------------------- |
| 2018   | Kamil Stoch     | Johann A. Forfang   | Robert Johansson     |
| 2019   | Ryōyū Kobayashi | Markus Eisenbichler | Timi Zajc            |
| 2021   | Karl Geiger     | Ryōyū Kobayashi     | Markus Eisenbichler  |
| 2022   | Timi Zajc       | Marius Lindvik      | Peter Prevc          |
| 2023   | Stefan Kraft    | Anže Lanišek        | Timi Zajc            |
| 2024   | Daniel Huber    | Peter Prevc         | Johann André Forfang |
| 2025   | Domen Prevc     | Anže Lanišek        | Andreas Wellinger    |

| Saison | Premier         | Deuxième      | Troisième     |
| ------ | --------------- | ------------- | ------------- |
| 2020   | Ryōyū Kobayashi | Dawid Kubacki | Stephan Leyhe |

| Saison | Premier                  | Deuxième             | Troisième                                     |
| ------ | ------------------------ | -------------------- | --------------------------------------------- |
| 1980   | Per Bergerud             | Stanisław Bobak      | Ján Tánczos                                   |
| 1981   | Alois Lipburger          | Andreas Felder       | John Broman                                   |
| 1982   | Hubert Neuper            | Matti Nykänen        | Andreas Felder                                |
| 1983   | Matti Nykänen            | Pavel Ploc           | Horst Bulau                                   |
| 1984   | Matti Nykänen (2)        | Pavel Ploc (2)       | Jens Weißflog                                 |
| 1985   | Ole Gunnar Fidjestøl     | Miran Tepeš          | Jiří Parma Trond Jøran Pedersen Tadeusz Fijas |
| 1986   | Andreas Felder           | Matti Nykänen (2)    | Ernst Vettori                                 |
| 1987   | Andreas Felder (2)       | Ole Gunnar Fidjestøl | Miran Tepeš                                   |
| 1989   | Ole Gunnar Fidjestøl (2) | Mike Holland         | Jan Boklöv                                    |

| Saison | Premier                   | Deuxième            | Troisième          |
| ------ | ------------------------- | ------------------- | ------------------ |
| 1997   | Kazuyoshi Funaki          | Kristian Brenden    | Andreas Widhölzl   |
| 1998   | Andreas Widhölzl          | Sven Hannawald      | Hiroya Saito       |
| 1999   | Noriaki Kasai             | Kazuyoshi Funaki    | Sven Hannawald     |
| 2000   | Sven Hannawald            | Janne Ahonen        | Ville Kantee       |
| 2001   | Adam Małysz               | Andreas Goldberger  | Martin Schmitt     |
| 2002   | Matti Hautamäki           | Adam Małysz         | Martin Schmitt (2) |
| 2003   | Adam Małysz               | Matti Hautamäki     | Tami Kiuru         |
| 2004   | Roar Ljøkelsøy            | Bjørn Einar Romøren | Simon Ammann       |
| 2005   | Matti Hautamäki (2)       | Roar Ljøkelsøy      | Michael Uhrmann    |
| 2006   | Thomas Morgenstern        | Andreas Küttel      | Janne Happonen     |
| 2007   | Adam Małysz (3)           | Andreas Kofler      | Simon Ammann       |
| 2008   | Gregor Schlierenzauer     | Tom Hilde           | Janne Happonen (2) |
| 2009   | Gregor Schlierenzauer (2) | Harri Olli          | Simon Ammann (3)   |
| 2010   | Simon Ammann              | Adam Małysz (2)     | Thomas Morgenstern |

| Saison | Premier      | Deuxième | Troisième |
| ------ | ------------ | -------- | --------- |
| 2009   | Norvège      | Autriche | Finlande  |
| 2010   | Autriche     | Norvège  | Allemagne |
| 2011   | Autriche     | Norvège  | Allemagne |
| 2012   | Autriche (3) | Norvège  | Slovénie  |
| 2013   | Norvège (2)  | Slovénie | Autriche  |

| Saison | Premier  | Deuxième | Troisième |
| ------ | -------- | -------- | --------- |
| 2024   | Autriche | Slovénie | Allemagne |

| Saison | Premier        | Deuxième        | Troisième         |
| ------ | -------------- | --------------- | ----------------- |
| 1980   | Roger Ruud     | Johan Sætre     | Hansjörg Sumi     |
| 1981   | Armin Kogler   | Hubert Neuper   | Johan Sætre       |
| 1982   | Massimo Rigoni | Klaus Ostwald   | Andreas Bauer     |
| 1983   | Per Bergerud   | Pentti Kokkonen | Jari Puikkonen    |
| 1985   | Jens Weißflog  | Ernst Vettori   | Per Bergerud      |
| 1986   | Rolf Åge Berg  | Matti Nykänen   | Ulf Findeisen     |
| 1988   | Matti Nykänen  | Miran Tepeš     | Ernst Vettori     |
| 1990   | František Jež  | Heinz Kuttin    | Ari-Pekka Nikkola |
| 1992   | Andreas Felder | Werner Rathmayr | Stephan Zünd      |

| Saison | Premier         | Deuxième        | Troisième       |
| ------ | --------------- | --------------- | --------------- |
| 1981   | Roger Ruud      | Armin Kogler    | Hans Wallner    |
| 1983   | Klaus Ostwald   | Markku Pusenius | Pavel Ploc      |
| 1984   | Jens Weißflog   | Jiří Parma      | Holger Freitag  |
| 1986   | Matti Nykänen   | Ernst Vettori   | Jiří Parma      |
| 1989   | Jon Inge Kjørum | Pavel Ploc      | Ladislav Dluhoš |
| 1990   | Werner Haim     | Ladislav Dluhoš | Ernst Vettori   |
| 1994   | Espen Bredesen  | Jaroslav Sakala | Lasse Ottesen   |

### Femmes
| Saison | Premier             | Deuxième            | Troisième        |
| ------ | ------------------- | ------------------- | ---------------- |
| 2019   | Maren Lundby        | Katharina Althaus   | Juliane Seyfarth |
| 2020   | Maren Lundby        | Silje Opseth        | Eva Pinkelnig    |
| 2022   | Nika Križnar        | Sara Takanashi      | Urša Bogataj     |
| 2023   | Ema Klinec          | Katharina Althaus   | Selina Freitag   |
| 2024   | Eirin Maria Kvandal | Silje Opseth        | Eva Pinkelnig    |
| 2025   | Nika Prevc          | Eirin Maria Kvandal | Anna Odine Strøm |

| Saison | Premier           | Deuxième         | Troisième      |
| ------ | ----------------- | ---------------- | -------------- |
| 2018   | Katharina Althaus | Maren Lundby     | Sara Takanashi |
| 2019   | Katharina Althaus | Juliane Seyfarth | Ramona Straub  |

| Saison | Premier          | Deuxième       | Troisième         |
| ------ | ---------------- | -------------- | ----------------- |
| 2019   | Juliane Seyfarth | Maren Lundby   | Katharina Althaus |
| 2021   | Marita Kramer    | Sara Takanashi | Nika Križnar      |

| Saison | Premier       | Deuxième         | Troisième      |
| ------ | ------------- | ---------------- | -------------- |
| 2022   | Marita Kramer | Nika Križnar     | Sara Takanashi |
| 2023   | Eva Pinkelnig | Anna Odine Strøm | Nika Križnar   |

| Saison | Premier      | Deuxième      | Troisième |
| ------ | ------------ | ------------- | --------- |
| 2022   | Nika Križnar | Marita Kramer | Lisa Eder |

| Saison | Premier    | Deuxième            | Troisième        |
| ------ | ---------- | ------------------- | ---------------- |
| 2024   | Nika Prevc | Eva Pinkelnig       | Abigail Strate   |
| 2025   | Nika Prevc | Eirin Maria Kvandal | Katharina Schmid |

## Statistiques hommes
Mis à jour le 31 mars 2025
 : les sauteurs toujours en activité

### Titres

#### Individuel
| Classement | Vainqueur             | Or | Argent | Bronze |
| ---------- | --------------------- | -- | ------ | ------ |
| 1          | Matti Nykänen         | 4  | 1      | 0      |
| 2          | Adam Małysz           | 4  | 0      | 1      |
| 3          | Stefan Kraft          | 3  | 2      | 2      |
| 4          | Andreas Goldberger    | 3  | 0      | 1      |
| 5          | Gregor Schlierenzauer | 2  | 3      | 0      |
| 6          | Janne Ahonen          | 2  | 2      | 4      |
| 7          | Kamil Stoch           | 2  | 1      | 3      |
| 8          | Armin Kogler          | 2  | 1      | 1      |
|            | Ryōyū Kobayashi       | 2  | 1      | 1      |
| 10         | Martin Schmitt        | 2  | 1      | 0      |
| 11         | Thomas Morgenstern    | 2  | 0      | 1      |
| 12         | Primož Peterka        | 2  | 0      | 0      |
|            | Halvor Egner Granerud | 2  | 0      | 0      |
| 14         | Simon Ammann          | 1  | 2      | 1      |
| 15         | / Jens Weißflog       | 1  | 2      | 0      |
|            | Peter Prevc           | 1  | 2      | 0      |
| 17         | Andreas Felder        | 1  | 1      | 4      |
| 18         | Severin Freund        | 1  | 1      | 1      |
| 19         | Hubert Neuper         | 1  | 1      | 0      |
|            | Ari-Pekka Nikkola     | 1  | 1      | 0      |
|            | Anders Bardal         | 1  | 1      | 0      |
| 22         | Jakub Janda           | 1  | 0      | 0      |
|            | Toni Nieminen         | 1  | 0      | 0      |
|            | Espen Bredesen        | 1  | 0      | 0      |
|            | Vegard Opaas          | 1  | 0      | 0      |
|            | Jan Boklöv            | 1  | 0      | 0      |
|            | Daniel Tschofenig     | 1  | 0      | 0      |

| Classement | Vainqueur             | Or | Argent | Bronze |
| ---------- | --------------------- | -- | ------ | ------ |
| 1          | Gregor Schlierenzauer | 3  | 1      | 1      |
| 1          | Stefan Kraft          | 3  | 1      | 1      |
| 3          | Peter Prevc           | 3  | 0      | 1      |
| 4          | Robert Kranjec        | 2  | 2      | 0      |
| 5          | Andreas Goldberger    | 2  | 1      | 1      |
| 6          | Jaroslav Sakala       | 2  | 0      | 0      |
|            | Sven Hannawald        | 2  | 0      | 0      |
|            | Martin Schmitt        | 2  | 0      | 0      |
| 9          | Ryōyū Kobayashi       | 1  | 1      | 0      |
| 10         | Primož Peterka        | 1  | 0      | 1      |
| 11         | Stephan Zünd          | 1  | 0      | 0      |
|            | Werner Rathmayr       | 1  | 0      | 0      |
|            | Andreas Stjernen      | 1  | 0      | 0      |
|            | Karl Geiger           | 1  | 0      | 0      |
|            | Žiga Jelar            | 1  | 0      | 0      |
|            | Daniel Huber          | 1  | 0      | 0      |
|            | Domen Prevc           | 1  | 0      | 0      |

#### Par nation
| #     | Vainqueur          | Or | Argent | Bronze | Total |
| ----- | ------------------ | -- | ------ | ------ | ----- |
| 1     | Autriche           | 15 | 14     | 14     | 43    |
| 2     | Finlande           | 8  | 4      | 7      | 19    |
| 3     | Pologne            | 6  | 1      | 5      | 12    |
| 4     | Norvège            | 5  | 5      | 5      | 15    |
| 5     | Allemagne          | 3  | 10     | 4      | 17    |
| 6     | Slovénie           | 3  | 2      | 1      | 6     |
| 7     | Japon              | 2  | 2      | 4      | 8     |
| 8     | Tchécoslovaquie    | 1  | 2      | 1      | 4     |
| 9     | Allemagne de l'Est | 1  | 1      | 0      | 2     |
| 10    | Suisse             | 1  | 3      | 2      | 6     |
| 11    | Suède              | 1  | 0      | 0      | 1     |
| 12    | Canada             | 0  | 1      | 2      | 2     |
| 13    | Italie             | 0  | 1      |        | 1     |
| 14    | Yougoslavie        | 0  | 0      | 1      | 1     |
| Total | Total              | 45 | 45     | 45     | 135   |

| #     | Vainqueur          | Or | Argent | Bronze | Total |
| ----- | ------------------ | -- | ------ | ------ | ----- |
| 1     | Autriche           | 22 | 9      | 8      | 39    |
| 2     | Norvège            | 9  | 12     | 9      | 30    |
| 3     | Finlande           | 7  | 9      | 8      | 24    |
| 4     | Allemagne          | 3  | 7      | 10     | 20    |
| 5     | Japon              | 3  | 3      | 3      | 9     |
| 6     | Pologne            | 2  | 0      | 2      | 4     |
| 7     | Slovénie           | 0  | 2      | 3      | 6     |
| 8     | Tchécoslovaquie    | 0  | 2      | 2      | 4     |
| 9     | Allemagne de l'Est | 0  | 1      | 0      | 1     |
| 10    | Suisse             | 0  | 0      | 1      | 1     |
| Total | Total              | 46 | 46     | 46     | 138   |

| #     | Vainqueur       | Or | Argent | Bronze | Total |
| ----- | --------------- | -- | ------ | ------ | ----- |
| 1     | Autriche        | 10 | 6      | 7      | 23    |
| 2     | Slovénie        | 8  | 5      | 4      | 17    |
| 3     | Allemagne       | 5  | 3      | 4      | 12    |
| 4     | Tchécoslovaquie | 2  |        |        | 2     |
| 5     | Japon           | 1  | 6      | 2      | 9     |
| 6     | Norvège         | 1  | 3      | 3      | 7     |
| 7     | Suisse          | 1  |        | 3      | 4     |
| 8     | Finlande        |    | 3      | 1      | 4     |
| 9     | Pologne         |    | 2      | 3      | 5     |
| 10    | France          |    | 1      |        | 1     |
| 11    | Italie          |    |        | 2      | 2     |
| Total | Total           | 27 | 28     | 27     | 82    |

### Victoires, podiums et apparition dans le top 10 par sauteurs

#### En compétition individuel
| Nombre d’épreuves totales | Nombre de vainqueurs différents |
| ------------------------- | ------------------------------- |
| 1148                      | 172                             |

| Classement | Nom                   | Victoires |
| ---------- | --------------------- | --------- |
| 1          | Gregor Schlierenzauer | 53        |
| 2          | Matti Nykänen         | 46        |
| 3          | Stefan Kraft          | 45        |
| 4          | Adam Małysz           | 39        |
|            | Kamil Stoch           | 39        |
| 6          | Janne Ahonen          | 36        |
| 7          | Ryōyū Kobayashi       | 35        |
| 8          | / Jens Weißflog       | 33        |
| 9          | Martin Schmitt        | 28        |
| 10         | Andreas Felder        | 25        |
|            | Halvor Egner Granerud | 25        |
| 12         | Peter Prevc           | 24        |
| 13         | Thomas Morgenstern    | 23        |
|            | Simon Ammann          | 23        |
| 15         | Severin Freund        | 22        |
| 16         | Andreas Goldberger    | 20        |
| 17         | Sven Hannawald        | 18        |
|            | Andreas Widhölzl      | 18        |
| 19         | Noriaki Kasai         | 17        |
| 20         | Matti Hautamäki       | 16        |
| 21         | Ernst Vettori         | 15        |
|            | Kazuyoshi Funaki      | 15        |
|            | Primož Peterka        | 15        |
| 24         | Horst Bulau           | 13        |
|            | Armin Kogler          | 13        |
|            | Karl Geiger           | 13        |
| 27         | Andreas Kofler        | 12        |
|            | / Dieter Thoma        | 12        |
| 29         | Roar Ljøkelsøy        | 11        |
|            | Dawid Kubacki         | 11        |
| 31         | Pavel Ploc            | 10        |
|            | Anders Jacobsen       | 10        |
| 33         | Ari-Pekka Nikkola     | 9         |
|            | Primož Ulaga          | 9         |
|            | Roger Ruud            | 9         |
|            | Masahiko Harada       | 9         |
|            | Toni Nieminen         | 9         |
|            | Andreas Wellinger     | 9         |
|            | Domen Prevc           | 9         |
| 40         | Richard Freitag       | 8         |
|            | Espen Bredesen        | 8         |
|            | Hubert Neuper         | 8         |
|            | Martin Höllwarth      | 8         |
|            | Bjørn Einar Romøren   | 8         |
|            | Daniel-André Tande    | 8         |
|            | Marius Lindvik        | 8         |
|            | Anže Lanišek          | 8         |
|            | Daniel Tschofenig     | 8         |
| 49         | Robert Kranjec        | 7         |
|            | Vegard Opaas          | 7         |
|            | Anders Bardal         | 7         |

| Classement | Nom                   | Podiums |
| ---------- | --------------------- | ------- |
| 1          | Stefan Kraft          | 126     |
| 2          | Janne Ahonen          | 108     |
| 3          | Adam Małysz           | 92      |
| 4          | Gregor Schlierenzauer | 88      |
| 5          | Simon Ammann          | 80      |
|            | Kamil Stoch           | 80      |
| 7          | Matti Nykänen         | 76      |
|            | Thomas Morgenstern    | 76      |
| 9          | / Jens Weißflog       | 73      |
| 10         | Ryōyū Kobayashi       | 71      |
| 11         | Andreas Goldberger    | 63      |
|            | Noriaki Kasai         | 63      |
| 13         | Peter Prevc           | 62      |
| 14         | Ernst Vettori         | 54      |
| 15         | Severin Freund        | 53      |
| 16         | Martin Schmitt        | 52      |
| 17         | Andreas Felder        | 51      |
| 18         | Andreas Widhölzl      | 49      |
| 19         | Andreas Wellinger     | 41      |
| 20         | Ari-Pekka Nikkola     | 42      |
| 21         | Halvor Egner Granerud | 41      |
|            | Karl Geiger           | 41      |

| Classement | Nom                   | Top 10 |
| ---------- | --------------------- | ------ |
| 1          | Janne Ahonen          | 248    |
| 2          | Stefan Kraft          | 234    |
| 3          | Noriaki Kasai         | 213    |
| 4          | Kamil Stoch           | 199    |
| 5          | Adam Małysz           | 198    |
| 6          | Simon Ammann          | 182    |
| 7          | Thomas Morgenstern    | 172    |
| 8          | Gregor Schlierenzauer | 164    |
| 9          | Peter Prevc           | 155    |
| 10         | Andreas Goldberger    | 153    |
| 11         | Andreas Widhölzl      | 142    |
| 12         | Ryōyū Kobayashi       | 140    |
| 13         | Ernst Vettori         | 127    |
| 14         | / Jens Weißflog       | 126    |
| 15         | Severin Freund        | 124    |

#### En Vol à ski
| Nombre d’épreuves totales | Nombre de vainqueurs différents |
| ------------------------- | ------------------------------- |
| 152                       | 57                              |

| Classement | Nom                   | Victoires |
| ---------- | --------------------- | --------- |
| 1          | Gregor Schlierenzauer | 14        |
| 2          | Stefan Kraft          | 10        |
| 3          | Peter Prevc           | 8         |
| 4          | Matti Nykänen         | 6         |
|            | Adam Małysz           | 6         |
|            | Robert Kranjec        | 6         |
| 7          | Andreas Goldberger    | 5         |
|            | Kamil Stoch           | 5         |
|            | Timi Zajc             | 5         |
|            | Domen Prevc           | 5         |
| 11         | Martin Koch           | 4         |
|            | Sven Hannawald        | 4         |
| 13         | Ole Gunnar Fidjestøl  | 3         |
|            | Andreas Felder        | 3         |
|            | Jaroslav Sakala       | 3         |
|            | Takanobu Okabe        | 3         |
|            | Martin Schmitt        | 3         |
|            | Matti Hautamäki       | 3         |
|            | Noriaki Kasai         | 3         |
|            | Ryōyū Kobayashi       | 3         |
|            | Halvor Egner Granerud | 3         |
| 22         | Alois Lipburger       | 2         |
|            | Hubert Neuper         | 2         |
|            | Werner Rathmayr       | 2         |
|            | Andreas Widhölzl      | 2         |
|            | Bjørn Einar Romøren   | 2         |
|            | Harri Olli            | 2         |
|            | Anders Jacobsen       | 2         |
|            | Janne Ahonen          | 2         |
|            | Severin Freund        | 2         |
|            | Jurij Tepeš           | 2         |
|            | Karl Geiger           | 2         |
|            | Daniel Huber          | 2         |
| 34         | Per Bergerud          | 1         |
|            | Stephan Zünd          | 1         |
|            | Stefan Horngacher     | 1         |
|            | Staffan Tällberg      | 1         |
|            | Ralph Gebstedt        | 1         |
|            | Primož Peterka        | 1         |
|            | Akira Higashi         | 1         |
|            | Hideharu Miyahira     | 1         |
|            | Risto Jussilainen     | 1         |
|            | Florian Liegl         | 1         |
|            | Roar Ljøkelsøy        | 1         |
|            | Janne Happonen        | 1         |
|            | Thomas Morgenstern    | 1         |
|            | Johan Remen Evensen   | 1         |
|            | Anders Bardal         | 1         |
|            | Kazuyoshi Funaki      | 1         |
|            | Andreas Stjernen      | 1         |
|            | Richard Freitag       | 1         |
|            | Robert Johansson      | 1         |
|            | Markus Eisenbichler   | 1         |
|            | Piotr Żyła            | 1         |
|            | Žiga Jelar            | 1         |
|            | Marius Lindvik        | 1         |
|            | Anže Lanišek          | 1         |
|            | Andreas Wellinger     | 1         |

| Classement | Nom                   | Podiums |
| ---------- | --------------------- | ------- |
| 1          | Stefan Kraft          | 25      |
| 2          | Gregor Schlierenzauer | 19      |
| 3          | Robert Kranjec        | 17      |
|            | Peter Prevc           | 17      |
| 5          | Adam Małysz           | 15      |
| 6          | Simon Ammann          | 14      |
| 7          | Andreas Goldberger    | 13      |
|            | Martin Koch           | 13      |
| 9          | Noriaki Kasai         | 11      |
|            | Ryōyū Kobayashi       | 11      |
|            | Timi Zajc             | 11      |
| 12         | Domen Prevc           | 10      |
| 13         | Matti Nykänen         | 9       |
|            | Johann André Forfang  | 9       |
| 15         | Sven Hannawald        | 8       |
|            | Andreas Felder        | 8       |
| 15         | Martin Schmitt        | 7       |
|            | Kamil Stoch           | 7       |
|            | Andreas Wellinger     | 7       |
|            | Anže Lanišek          | 7       |
|            | Janne Ahonen          | 7       |
|            | Markus Eisenbichler   | 7       |

| Classement | Nom                   | Top 10 |
| ---------- | --------------------- | ------ |
| 1          | Stefan Kraft          | 42     |
| 2          | Robert Kranjec        | 39     |
| 3          | Peter Prevc           | 35     |
| 4          | Adam Małysz           | 34     |
|            | Noriaki Kasai         | 34     |
| 6          | Simon Ammann          | 33     |
| 7          | Kamil Stoch           | 32     |
|            | Johann André Forfang  | 32     |
| 9          | Gregor Schlierenzauer | 30     |
| 10         | Janne Ahonen          | 29     |
| 11         | Martin Koch           | 27     |

#### Compétition par équipes
| Classement | Nom                   | Victoires par équipes |
| ---------- | --------------------- | --------------------- |
| 1          | Gregor Schlierenzauer | 17                    |
| 1          | Stefan Kraft          | 17                    |
| 3          | Thomas Morgenstern    | 16                    |
| 4          | Andreas Kofler        | 15                    |
| 5          | Johann André Forfang  | 14                    |
| 6          | Daniel-André Tande    | 13                    |
|            | Peter Prevc           | 12                    |
|            | Michael Hayböck       | 12                    |
| 9          | Martin Koch           | 11                    |
|            | Robert Johansson      | 11                    |

| Classement | Nations   | Or | Argent | Bronze | Total |
| ---------- | --------- | -- | ------ | ------ | ----- |
| 1          | Autriche  | 42 | 25     | 26     | 93    |
| 2          | Norvège   | 28 | 22     | 20     | 70    |
| 3          | Allemagne | 16 | 30     | 23     | 69    |
| 4          | Finlande  | 15 | 13     | 9      | 37    |
| 5          | Slovénie  | 12 | 11     | 15     | 38    |
| 6          | Pologne   | 7  | 13     | 12     | 32    |
| 7          | Japon     | 4  | 10     | 15     | 29    |
| 8          | Russie    | 0  | 1      | 2      | 3     |
| 9          | Suisse    | 0  | 0      | 1      | 1     |

| Classement | Nations   | Or | Argent | Bronze | Total |
| ---------- | --------- | -- | ------ | ------ | ----- |
| 1          | Slovénie  | 3  | 1      | 0      | 4     |
| 2          | Allemagne | 2  | 1      | 1      | 4     |
| 3          | Autriche  | 1  | 4      | 2      | 7     |
| 4          | Pologne   | 1  | 0      | 0      | 1     |
| 5          | Norvège   | 0  | 1      | 2      | 3     |
| 6          | Japon     | 0  | 0      | 1      | 1     |

## Statistiques femmes
Mis à jour le 31 mars 2025
 : les sauteurs toujours en activité

### Victoires, podiums et apparition dans le top 10 par sauteurs

#### En compétition individuel
| Nombre d’épreuves totales | Nombre de vainqueurs différents |
| ------------------------- | ------------------------------- |
| 233                       | 28                              |

| Classement | Nom                    | Victoires |
| ---------- | ---------------------- | --------- |
| 1          | Sara Takanashi         | 63        |
| 2          | Maren Lundby           | 30        |
| 3          | Nika Prevc             | 22        |
| 4          | Katharina Althaus      | 19        |
| 5          | Daniela Iraschko-Stolz | 16        |
|            | Eva Pinkelnig          | 16        |
| 7          | Marita Kramer          | 15        |
| 8          | Sarah Hendrickson      | 13        |
| 9          | Yūki Itō               | 9         |
| 10         | Chiara Hölzl           | 8         |
| 11         | Silje Opseth           | 7         |

| Classement | Nom                        | Podiums |
| ---------- | -------------------------- | ------- |
| 1          | Sara Takanashi             | 116     |
| 2          | Maren Lundby               | 62      |
| 3          | Katharina Althaus          | 59      |
| 4          | Daniela Iraschko-Stolz     | 53      |
| 5          | Eva Pinkelnig              | 47      |
| 6          | Nika Prevc                 | 32      |
| 7          | Ema Klinec                 | 31      |
| 8          | Nika Križnar               | 29      |
| 9          | Yūki Itō                   | 28      |
| 10         | Sarah Hendrickson          | 25      |
| 11         | Marita Kramer              | 23      |
|            | Jacqueline Seifriedsberger | 23      |

#### Compétition par équipes
| Classement | Après 9 épreuves | Or | Argent | Bronze | Total |
| ---------- | ---------------- | -- | ------ | ------ | ----- |
| 1          | Autriche         | 4  | 1      | 2      | 7     |
| 2          | Japon            | 2  | 1      | 1      | 4     |
| 3          | Allemagne        | 2  | 0      | 1      | 3     |
| 4          | Slovénie         | 1  | 4      | 1      | 6     |
| 5          | Russie           | 0  | 2      | 1      | 3     |
| 6          | Norvège          | 0  | 1      | 2      | 3     |
| 7          | France           | 0  | 0      | 1      | 1     |

| Classement | Après 2 épreuves | Or | Argent | Bronze | Total |
| ---------- | ---------------- | -- | ------ | ------ | ----- |
| 1          | Autriche         | 1  | 0      | 2      | 3     |
| 2          | Allemagne        | 1  | 0      | 1      | 2     |
| 3          | Slovénie         | 1  | 0      | 0      | 1     |
| 4          | Norvège          | 0  | 2      | 0      | 2     |
| 5          | Canada           | 0  | 1      | 0      | 1     |

## Records
Mis à jour le 31 mars 2025
 : records qui peuvent être battus/améliorés

### Records historiques hommes
| Catégorie                                                  | Nom                       | Record       |
| ---------------------------------------------------------- | ------------------------- | ------------ |
| titre de champions du monde                                | Adam Małysz Matti Nykänen | 4            |
| titre de champions du monde consécutif                     | Adam Małysz               | 3            |
| podium individuel                                          | Stefan Kraft              | 118          |
| dans le top 10                                             | Janne Ahonen              | 247          |
| total de points accumulé en carrière                       | Janne Ahonen              | 15659        |
| plus jeune vainqueur de la coupe du monde (1991-92)        | Toni Nieminen             | 16 ans 295 j |
| plus vieux vainqueur de la coupe du monde (2023-24)        | Stefan Kraft              | 30 ans 309 j |
| victoire individuelle                                      | Gregor Schlierenzauer     | 53           |
| podium individuel                                          | Stefan Kraft              | 118          |
| victoire en vol à ski                                      | Gregor Schlierenzauer     | 14           |
| podium en vol à ski                                        | Stefan Kraft              | 25           |
| victoire par équipe                                        | Autriche                  | 42           |
| plus jeune vainqueur d'épreuve (Lahti '80)                 | Steve Collins             | 15 ans 362 j |
| plus grand nombre d'apparitions en individuel              | Noriaki Kasai             | 578          |
| plus grand nombre d'apparitions en équipe                  | Noriaki Kasai             | 73           |
| plus grand nombre d'apparitions toutes épreuves confondues | Noriaki Kasai             | 651          |
| nombres de saisons                                         | Noriaki Kasai             | 33           |
| plus vieux vainqueur d'épreuve (Ruka '14)                  | Noriaki Kasai             | 42 ans 176 j |
| plus vieux sauteur ayant participé à une épreuve           | Noriaki Kasai             | 51 ans 290 j |
| plus vieux sauteur sur un podium                           | Noriaki Kasai             | 44 ans 293 j |
| plus vieux sauteur dans le top 10                          | Noriaki Kasai             | 46 ans 235 j |
| sauteur ayant le plus de fois remportés des points         | Noriaki Kasai             | 466x         |
| victoires sur une saison                                   | Peter Prevc               | 15           |
| podiums sur une saison                                     | Peter Prevc               | 22           |
| plus grand nombre de points sur une saison                 | Peter Prevc               | 2303         |

### Records historiques femmes
| Catégorie                                                  | Nom                       | Record       |
| ---------------------------------------------------------- | ------------------------- | ------------ |
| titre de champions du monde                                | Sara Takanashi            | 4            |
| titre de champions du monde consécutif                     | Maren Lundby              | 3            |
| podium individuel                                          | Sara Takanashi            | 115          |
| total de points accumulé en carrière                       | Sara Takanashi            | 14332        |
| victoire individuelle                                      | Sara Takanashi            | 63           |
| plus jeune vainqueur d'épreuve (Yamagata '12)              | Sara Takanashi            | 15 ans 146 j |
| plus grand nombre d'apparitions toutes épreuves confondues | Sara Takanashi            | 171          |
| plus vieux vainqueur d'épreuve (Villah '25)                | Eva Pinkelnig             | 36 ans 224 j |
| victoires sur une saison                                   | Sara Takanashi Nika Prevc | 15           |
| podiums sur une saison                                     | Maren Lundby Nika Prevc   | 19           |
| plus grand nombre de points sur une saison (24/25)         | Nika Prevc                | 1933         |